# Juan Lucronio
Juan Lucronio (¿? - ¿? 1362) religioso y eclesiástico castellano contemporáneo del rey Pedro I y del metropolitano Vasco Fernández de Toledo, sucesivamente obispo de Jaén, de Sigüenza y de Burgos.